# Soldat (jeu vidéo)
Pour les articles homonymes, voir Soldat (homonymie).
Soldat est un jeu vidéo 2D développé par Michał Marcinkowski et fonctionnant sur le système d'exploitation Microsoft Windows. Il est considéré par son auteur comme un mélange de Quake et de Worms ; l'interaction dans le jeu s'apparente ainsi à Abuse. C'est un gratuiciel mais en devenant un utilisateur enregistré, quelques options non-indispensables sont débloquées.

## Histoire du développement
Soldat a été écrit et est maintenu par le polonais Michał Marcinkowski, qui a commencé à travailler dessus en novembre 2001. Il a été programmé à l'aide du langage Delphi et utilise la bibliothèque logicielle JEDI. Une petite équipe de bêta-testeurs lui apportent leur aide afin de valider le logiciel, avant les sorties officielles.
La version 1.0.5b — publiée le 23 août 2002 — est considérée comme étant la première version officielle. Par la suite, le jeu a subi de nombreux changements, comme le rééquilibrage des armes. La version 1.3 (5 août 2005) introduit des éléments qui permettent la création de mods, permettant ainsi de paramétrer les propriétés des armes. Les versions récentes corrigent surtout des problèmes de programmation et de jouabilité, ce que poursuit la version 1.3.1 (9 décembre 2005) dont une autre particularité est d'ajouter deux autres formats de textures, à savoir le JPEG et le PNG, à celui déjà disponible depuis la première version (le BMP).

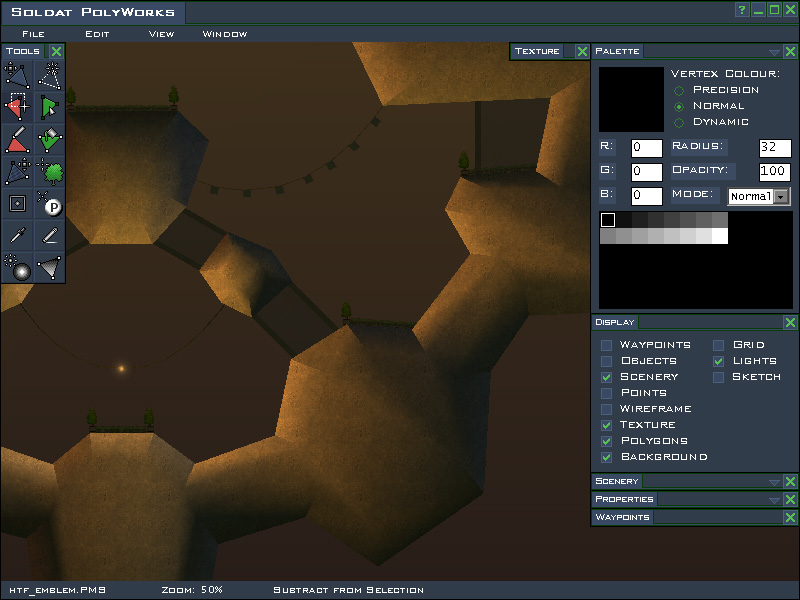
Soldat PolyWorks, un éditeur de niveau pour Soldat, en partie issu de la libération du code source de l'éditeur officiel

Dans un même temps, un serveur dédié au jeu est développé, mais la principale nouveauté est un éditeur de niveaux dont le code source est dévoilé au public par Michał Marcinkowski, au cours de l'année 2005, permettant à la communauté de joueurs d'améliorer cet outil.
À la fin de l'année 2005, il y avait approximativement 250 serveurs et une moyenne de 500 joueurs en ligne peu importe l'heure de la journée. Le forum Internet officiel de Soldat compte plus de 7 500 membres. Plusieurs joueurs distribuent et développent des outils en rapport avec le jeu ; éditeurs de niveaux, éditeurs d'armes, extraction de statistiques, statistiques Web côté serveur. Des tournois impliquant différents modes de jeu sont organisés ; ainsi que des concours de création de niveau de jeu dont les plus importants permettent au vainqueur d'insérer sa carte dans la distribution du jeu.
En 2020, Soldat est sorti sur Steam. Quelques semaines après, le code source a été publié sur GitHub sous une licence MIT.

## Armes disponibles
En tout, 18 armes sont disponibles dans le jeu.
- Une dizaine d'armes principales : Desert Eagle, MP5, AK-74, Steyr AUG, FN Minimi (M249), SPAS 12, Ruger 77 (en), lance grenade M79, fusil M82 (Barret), minigun XM214 ;
- Quatre armes secondaires : pistolet de poing des SOCOM, M72 LAW (lance roquette léger anti-char), couteau et tronçonneuse ;
- et d'autres parmi un arc, un lance-flammes, des grenades et grenades à fragmentation.

Pratiquement toutes ces armes ont une existence réelle, et ont donc une cadence de tir et une puissance de feu connues et respectées. L’équilibre entre ces différentes armes est réglée par le temps de rechargement, le nombre de munitions et la latence entre l'intention de tir et le réel déclenchement de celle-ci.
Il est très facile de modifier le jeu et de le "personnaliser" en manipulant les structures BMP et JPEG, afin de créer de nouvelles armes, des objets ou des décors.